# Berbeki
Berbeki – dawna wieś na Ukrainie na obszarze dzisiejszego rejonu kamioneckiego w obwodzie lwowskim. Leżała na wschód od Kamionki Strumiłowej.
Dawniej przysiółek Sokolego, wydzielony z niego 10 stycznia 1888 jako odrębna gmina. 
Za II Rzeczypospolitej do 1934 roku wieś stanowiła samodzielną gminę jednostkową w powiecie kamioneckim w woj. tarnopolskim. W związku z reformą scaleniową została 1 sierpnia 1934 roku włączona do nowo utworzonej wiejskiej gminy zbiorowej Nieznanów w tymże powiecie i województwie. 
W czasie II wojny światowej Berbeki były częścią ośrodka polskiej samoobrony, tzw. "trójkąta", który został całkowicie zniszczony w kwietniu-maju 1944 roku przez współpracujące ze sobą jednostki niemieckie i UPA. 
Według Henryka Komańskiego i Szczepana Siekierki nacjonaliści ukraińscy z OUN-UPA zamordowali tutaj 16 Polaków w nocy z 4 na 5 kwietnia 1944.
Po wojnie wieś weszła w struktury administracyjne Związku Radzieckiego.